# مریم جزیره هنگام
مریم جزیره هنگام فیلمی مستند به کارگردانی و تهیه کنندگی مهرداد اسکویی محصول ۱۳۸۳ است. این فیلم جوایزی را به دست آورده و در چندین جشنواره‌های داخلی و خارجی شرکت کرده‌است از جمله: دیپلم افتخار از چهارمین جشنوارهٔ ملی، فرهنگی هنری «عذرا»، تهران، ایران، ۱۳۸۳ دیپلم افتخار از «جشن فیلم کوتاه ایران» تهران، ایران، ۱۳۸۳ هشتمین دوره جشنواره بین‌المللی محیط زیست و قوم شناختی رومانی، ۲۰۰۶ نهمین جشنواره بین‌المللی فیلم کوتاه تهران، ایران،

## خلاصه فیلم
این فیلم مستند داستان یک زوج سالخورده به نام مریم مهر دیرستانی و همسر نیمه بینایش احمد محمدحسن را به تصویر می‌کشد که در دههٔ هفتم عمر خود در روستایی بزرگ و خالی از سکنه، به نام «غیل» زندگی می‌کنند.

## جوایز و جشنواره ها
- دیپلم افتخار از چهارمین جشنوارهٔ ملی، فرهنگی هنری «عذرا»، تهران، ایران، ۱۳۸۳[۱]
- دیپلم افتخار از «جشن فیلم کوتاه ایران» تهران، ایران، ۱۳۸۳[۲]
- دیپلم افتخار از بیست و یکمین جشنوارهٔ ملی فیلم کوتاه، تهران، ایران، ۱۳۸۳
- تندیس طلایی بهترین فیلم مستند از نهمین جشنواره بین‌المللی فیلم کوتاه، تهران، ایران، ۱۳۸۳
- دیپلم افتخار بهترین فیلم ساز جشنواره به همراه تندیس بلورین جشنواره از سومین جشنوارهٔ سراسری فیلم کوتاه خوزستان، ایران، ۱۳۸۴
- هشتمین دوره جشنواره بین‌المللی محیط زیست و قوم شناختی رومانی، ۲۰۰۶[۳]
- نهمین جشنواره بین‌المللی فیلم کوتاه تهران، ایران، ۱۳۸۳ [۴]
- سومین جشنواره فیلم کوتاه خوزستان، ایران، ۱۳۸۴[۶]
- بیست و هشتمین جشنواره بین‌المللی فیلم مستند «سینما حقیقت» (cine teel)، فرانسه ۲۰۰۵[۷]
- جشنواره بین‌المللی فیلم مستند کیش، ایران، ۱۳۸۵